# Monochrome no Kiss
"Monochrome no Kiss" (モノクロのキス) é um single da banda de rock visual kei japonesa Sid, lançado em 29 de outubro de 2008 pela Ki/oon Records. É a primeira música tema do anime Kuroshitsuji. Foi incluída no álbum Hikari e nas compilações Sid 10th Anniversary Best e SID Anime Best 2008-2017.
"Monochrome no Kiss" foi lançado como o primeiro trabalho da banda em uma grande gravadora e a primeira canção de Sid utilizada em um anime. Venceu o 31° Anime Grand Prix na categoria melhor canção de anime. Daisuke Ono, que interpreta Sebastian Michaelis em Kuroshitsuji, fez um cover da canção para o álbum tributo Sid Tribute Album -Anime Songs- de 2023.

## Desempenho comercial
Alcançou a quarta posição na Oricon Singles Chart e permaneceu na parada por 27 semanas.
Até janeiro de 2009, o "Monochrome no Kiss" havia vendido cerca 100 mil cópias físicas. Em maio de 2009, foi certificado disco de ouro pela RIAJ por vender mais de 100 mil cópias digitais. Em janeiro de 2017, foi certificado platina após exceder 250 mil cópias. É o segundo single mais vendido da banda, de acordo com o ranking da Oricon.

## Faixas
Todas as letras escritas por Mao. 
| N.º            | Título                                                 | Música         | Duração |  |
| 1.             | "Monochrome no Kiss" (モノクのキス)                    | Aki            | 4:00    |  |
| 2.             | "season"                                               | Aki            | 4:25    |  |
| 3.             | "and boyfriend (ao vivo em Yoyogi National Gymnasium)" | Shinji         | 4:15    |  |
| Duração total: | Duração total:                                         | Duração total: | 12:41   |  |

## Ficha técnica
- Mao – vocal
- Shinji – guitarra
- Aki – baixo
- Yūya – bateria